# Urbano Navarrete Cortés
Urbano Navarrete Cortés, (Camarena de la Sierra, 25 mei 1920 – Rome, 22 november 2010) was een Spaans jezuïet, theoloog en kardinaal van de Katholieke Kerk.
Navarrete trad in 1937 in bij de jezuïeten. Hij studeerde vervolgens theologie en wijsbegeerte en promoveerde in het canoniek recht. Tijdens het Internationaal Eucharistisch Congres in Barcelona in 1952 werd hij priester gewijd. Hierna volgde Navarrete een wetenschappelijke carrière. Hij is een internationaal expert op het gebied van het kerkelijk recht. In 1980 benoemde paus Johannes Paulus II hem tot rector van de Pauselijke Universiteit Gregoriana. Hij was als raadsman betrokken bij verschillende congregaties van de Romeinse Curie. In 1994 ontving hij een eredoctoraat van de Pauselijke Universiteit Salamanca. In 2007 verscheen van zijn hand een standaardwerk over het huwelijksrecht van de Katholieke Kerk.
Tijdens het consistorie van 24 november 2007 creëerde paus Benedictus XVI hem kardinaal. Hij kreeg de San Ponziano als titeldiakonie, ver weg in het uiterste noorden van Rome. Op eigen verzoek werd hij niet tot bisschop gewijd.. Op grond van zijn leeftijd kon Navarrete al bij zijn creatie niet meer deelnemen aan toekomstige conclaven. Wel mocht hij als kardinaal-niet-bisschop alle versierselen voeren: een kardinaals-wapen (Dilexit Ecclesiam, Hij had de Kerk lief), rode mantel, rode hoed (bonnet), mijter, staf, ring. Zijn creatie moet dan ook vooral gezien worden als eerbetoon.
- Biblioteca Nacional de España: XX1039314
- Bibliothèque nationale de France: cb11301991p (data)
- Catàleg d'autoritats de noms i títols de Catalunya: 981058513910806706
- Gemeinsame Normdatei: 119241110
- International Standard Name Identifier: 0000 0000 7820 2623
- Library of Congress Control Number: n82110298
- Nederlandse Thesaurus van Auteursnamen: 074559796
- Istituto Centrale per il Catalogo Unico: CFIV092629
- Système universitaire de documentation: 060867132
- Virtual International Authority File: 9840111
- WorldCat: E39PBJrgDPkyqGG3tTBw9j4wmd